# إراسموس داروين ليفيت جونيور
إراسموس داروين ليفيت جونيور (بالإنجليزية: Erasmus Darwin Leavitt, Jr.) هو مهندس أمريكي، ولد في 27 أكتوبر 1836، وتوفي في 11 مارس 1916.